# Brushy Creek
Brushy Creek – jednostka osadnicza w Stanach Zjednoczonych, w stanie Teksas, w hrabstwie Williamson.